# Mannington (Dorset)
Mannington – osada w Anglii, w hrabstwie Dorset. Leży 40 km na północny wschód od miasta Dorchester i 145 km na południowy zachód od Londynu.